# Conilithes
Conilithes is een geslacht van uitgestorven weekdieren uit de klasse van de Gastropoda (slakken).

## Soorten
- Conilithes allioni (Michelotti, 1847) †
- Conilithes antidiluvianus (Bruguière, 1792) †
- Conilithes brezinae (Hoernes & Auinger, 1879) †
- Conilithes brocchii (Bronn, 1828) †
- Conilithes brockenensis (Vella, 1954) †
- Conilithes canaliculatus (Brocchi, 1814) †
- Conilithes eichwaldi Harzhauser & Landau, 2016 †
- Conilithes exaltatus (Eichwald, 1830) †
- Conilithes lyratus (P. Marshall, 1918) †
- Conilithes oliveri (Marwick, 1931) †
- Conilithes rivertonensis (Finlay, 1926) †
- Conilithes sceptophorus (O. Boettger, 1887) †
- Conilithes suteri (Cossmann, 1918) †
- Conilithes tahuensis (R. S. Allan, 1926) †
- Conilithes wollastoni P. A. Maxwell, 1978 †

### Synoniemen
- Conilithes dujardini (Deshayes, 1845) † => Conilithes exaltatus (Eichwald, 1830) †